# Pinheiro (Vieira do Minho)
Pour les articles homonymes, voir Pinheiro.
Pinheiro est une paroisse civile portugaise (en portugais : freguesia) de la municipalité de Vieira do Minho dans le district de Braga.

## Géographie
Pinheiro est située à environ 4 km à l'est de Vieira do Minho, centre urbain de la municipalité.

## Histoire
L'existence de la paroisse de Pinheiro est attestée dès le XIIIe siècle.

## Démographie
Lors du recensement de 2021, Pinheiro compte 372 habitants.